# 鮑林法則
鲍林规则（英語：Pauling's rules）是美国化学家鲍林（Pauling）根据离子晶体的晶体化学原理，通过对一些较简单的离子晶体结构进行分析，于1929年总结归纳出的五条规则。
氧化物晶体及硅酸盐晶体大都含有一定成分的离子键，因此，鲍林规则在一定程度上可以判断晶体结构的稳定性。
鲍林规则高度概括了离子晶体中配位多面体及其连接方式的规律，对阐明晶体化学、地球化学领域涉及的复杂离子化合物（如硅铝酸盐等）的结构有重要的指导意义。

## 第一规则
在每一正离子周围形成一个负离子配位多面体（见离子配位多面体），正、负离子的距离取决于半径和，正离子的配位数取决于正、负离子的半径比。

## 第二规则（电价规则）
在一个稳定的离子晶体结构中，每一负离子的电价ζ等于或近似等于诸邻接正离子至该负离子的静电键强{\displaystyle s_{i}}的总和，即，称为电价规则。式中正离子{\displaystyle i}的静电键强{\displaystyle s_{i}}定义为{\displaystyle s_{i}={\frac {w_{i}}{v_{i}}}}，{\displaystyle w_{i}}和{\displaystyle v_{i}}分别是正离子{\displaystyle i}的电荷数和配位数。例如,氯化钠NaCl中每个Na+与6个Cl-相连,即Na+的配位数为6，Na+的电荷数是1，因此 Na+-Cl-的静电键强是1/6。每个Cl-与6个Na+-Cl-离子键相连,可验证诸键强和(6×1/6)恰等于负离子的电荷数。电价规则主要规定了公用同一配位多面体顶点的多面体数。

## 第三规则
在配位结构中，公用多面体的棱，特别是公用多面体的面将会降低结构的稳定性。对于高电价和低配位数的正离子，这一效应特别显著。

## 第四规则
在含有一种以上正离子的晶体中，电价大、配位数低的那些正离子倾向于不公用多面体的点、棱、面等几何元素。

## 第五规则
晶体中实质不同的组成者的种数一般趋于最小限度。